# یام چاینا
یام چاینا (انگلیسی: Yum China) شرکت رستوران‌های زنجیره‌ای آمریکایی است، که در سال ۲۰۱۶ توسط شرکت یام! برندز تأسیس شد.